# Sostea murina
Sostea murina is een keversoort uit de familie ruighaarkevers (Dryopidae). De wetenschappelijke naam van de soort werd in 1937 gepubliceerd door Howard Everest Hinton.